# Richmond 200 1961
Richmond 200 1961 var ett stockcarlopp ingående i Nascar Grand National Series (nuvarande Nascar Cup Series) som kördes 23 april 1961 på den 0,5 mile (805 meter) långa ovalbanan Atlantic Rural Fairgrounds (nuvarande Richmond Raceway) i Richmond i Virginia. Totalt avverkades 100 miles (160,934 km) fördelat på 200 varv. Banunderlaget var dirt. Loppet vanns av Richard Petty i en Plymouth på tiden 1:36.04 körande för Petty Enterprises. Pettys snitthastighet var 62,456 mph. Han var vid målgång ensam förare på ledarvarvet, ett varv före tvåan Cotton Owens. Det var Pettys 4:e vinst av totalt 200 i karriären. Prispotten uppgick till 3 670 dollar, varav 950 dollar gick till segraren.

## Resultat
| Plc     | Nr | Förare        | Team/ bilägare    | Konstruktör | Start | Varv | Ledda varv |
| ------- | -- | ------------- | ----------------- | ----------- | ----- | ---- | ---------- |
| 1       | 43 | Richard Petty | Petty Enterprises | Plymouth    | 1     | 200  | 182        |
| 2       | 6  | Cotton Owens  | Owens Racing      | Pontiac     | 4     | 199  | 0          |
| 3       | 86 | Buck Baker    | Buck Baker Racing | Chrysler    | 7     | 193  | 0          |
| 4       | 11 | Ned Jarrett   | B.G. Holloway     | Chevrolet   | 2     | 186  | 18         |
| 5       | 61 | Elmo Langley  | Doc White         | Ford        | 8     | 186  | 0          |
| 6       | 48 | G.C. Spencer  | GC Spencer Racing | Chevrolet   | 6     | 176  | 0          |
| 7       | 19 | Herman Beam   | Herman Beam       | Ford        | 11    | 168  | 0          |
| 8       | 71 | Bob Barron    | Bob Barron        | Dodge       | 12    | 159  | 0          |
| 9       | 35 | George Green  | M.J. Black        | Plymouth    | 10    | 146  | 0          |
| 10      | 4  | Rex White     | Rex White         | Chevrolet   | 5     | 134  | 0          |
| 11      | 69 | Johnny Allen  | B.G. Holloway     | Chevrolet   | 3     | 128  | 0          |
| 12      | 54 | Jimmy Pardue  | Jimmy Pardue      | Chevrolet   | 9     | 123  | 0          |
| Källor: |    |               |                   |             |       |      |            |